# Вулиця Панчишина
Ву́лиця Панчи́шина — вулиця у Личаківському районі міста Львова, у місцевості Погулянка. Бере свій початок від будинку № 15 на вулиці Аральській та закінчується глухим кутом. Прилучається вулиця Азовська.

## Історія
Назва вулиці змінювалася неодноразово, переважно у зв'язку зі змінами політичних режимів:
- У XIX столітті тут функціювала цегельня «Філіпівка», яку заснував Маркус Філіпп[8].
- У 1930-х роках на місці колишньої цегельні збудовано житловий масив з дво-триповерхових будиночків для службовців Банку крайового господарства, що отримав назву Філіпівка та охопив нинішні вулиці Олександра Олеся, Мар'яна Панчишина, Азовську та Аральську[8].
- від 1934 року — Стечковскєґо, на честь польського державного та політичного діяча, економіста, юриста, прем'єр-міністра (1918) та міністра фінансів Польщі Яна Стечковського.
- від 1943 року — Льойферґассе.
- липень 1944 року — Стечковського, повернута стара довоєнна назва вулиці.
- від 1946 року — Байкальська, на честь озера Байкал, що знаходиться у горах південної частини Східного Сибіру.
- сучасна назва — Мар'яна Панчишина походить від 1993 року та названа на пошану українського лікаря, громадського діяча, засновника Українського лікарського товариства, піонера охорони здоров'я в Західній Україні Мар'яна Панчишина[9][10].

## Забудова
На вулиці Мар'яна Панчишина переважає двоповерхова забудова, а також садибна в стилі польського конструктивізму 1930-х років. Переважна більшість будинків внесено до реєстру пам'яток архітектури місцевого значення.
№ 1 — вілла. Внесена до реєстру пам'яток архітектури місцевого значення під охоронним № 2767-м.
№ 3 — вілла. Внесена до реєстру пам'яток архітектури місцевого значення під охоронним № 2768-м.
№ 3а — вілла. Внесена до реєстру пам'яток архітектури місцевого значення під охоронним № 2769-м.
№ 5 — вілла, збудована у 1930-х роках. Нині у ній міститься готель «Апартаменти Потоцьких»<. За цією ж адресою зареєстрована стоматологічна клініка «Рікота». Внесена до реєстру пам'яток архітектури місцевого значення під охоронним № 2770-м.
№ 6 — вілла. Внесена до реєстру пам'яток архітектури місцевого значення під охоронним № 2771-м.
№ 8 — вілла, збудована 1931 року, на фасаді якої збереглося мозаїчне зображення Діви Марії з Дитятком Ісусом. Цей образ міг бути виконаний в майстерні мозаїки при львівській художньо-промисловій школі. Внесена до реєстру пам'яток архітектури місцевого значення під охоронним № 2772-м.
№ 10 — вілла. Внесена до реєстру пам'яток архітектури місцевого значення під охоронним № 2773-м.
№ 12 — вілла. Внесена до реєстру пам'яток архітектури місцевого значення під охоронним № 2774-м.
№ 14 — вілла. Внесена до реєстру пам'яток архітектури місцевого значення під охоронним № 2775-м.
№ 16 — вілла. Внесена до реєстру пам'яток архітектури місцевого значення під охоронним № 2776-м.